# Affection intercurrente
Une affection intercurrente ou maladie intercurrente est une maladie survenant au cours d’une autre maladie, soit en venant aggraver la première, soit en s'y ajoutant.
Contrairement aux complications, les maladies intercurrentes n’ont pas de lien avec la maladie à laquelle elles se surajoutent.
Les pathologies intercurrentes chez la femme enceinte nécessitent des examens et des traitements médicamenteux spécifiques.